# Ludvík Salvátor Toskánský
Ludvík Salvátor (4. srpna 1847 Florencie – 12. října 1915 Brandýs nad Labem) byl toskánský princ a rakouský arcivévoda, cestovatel, etnograf, geograf a spisovatel.
Ludvík Salvátor byl uznávaným přírodovědcem, za svou práci získal celou řadu mezinárodních ocenění a byl členem významných evropských vědeckých společností. Byl čestným členem císařské Akademie věd ve Vídni, rytířem řádu zlatého rouna a rakouských řádů sv. Železné koruny.
V polabském Přerově nad Labem založil po roce 1895 jedno z prvních etnografických muzeí v Evropě.

## Původ
Ludvík Salvátor pocházel z pobočné větve habsbursko-lotrinského rodu vládnoucího v Toskánském velkovévodství mezi léty 1737 do 1859. Byl čtvrtým synem velkovévody toskánského Leopolda II. z jeho druhého manželství s Marií Antonií Neapolskou. Narodil se ve Florencii v rezidenci Palazzo Pitti 4. 8. 1847. Ve věku dvanácti let byl nucen s rodiči a sourozenci uprchnout z Toskánska, protože sjednocená Itálie dosud vládnoucí neitalskou dynastii svrhla.

## Čechy
Rodina našla ochranu u císaře Františka Josefa I. a usadila se v Čechách v roce 1859 na rodovém panství v Ostrově nad Ohří. Roku 1860 obdržel Ludvíkův otec Leopold II. od císaře doménu Brandýs nad Labem a Přerov nad Labem, které od roku 1870 až do své smrti v roce 1915 spravoval Ludvík Salvátor a po něm do československého konfiskátu panství roku 1918 poslední rakouský císař Karel.
Ludvíkův otec Leopold setrval na zámku v Ostrově nad Ohří a ve své rezidenci v Římě, kde také zemřel.

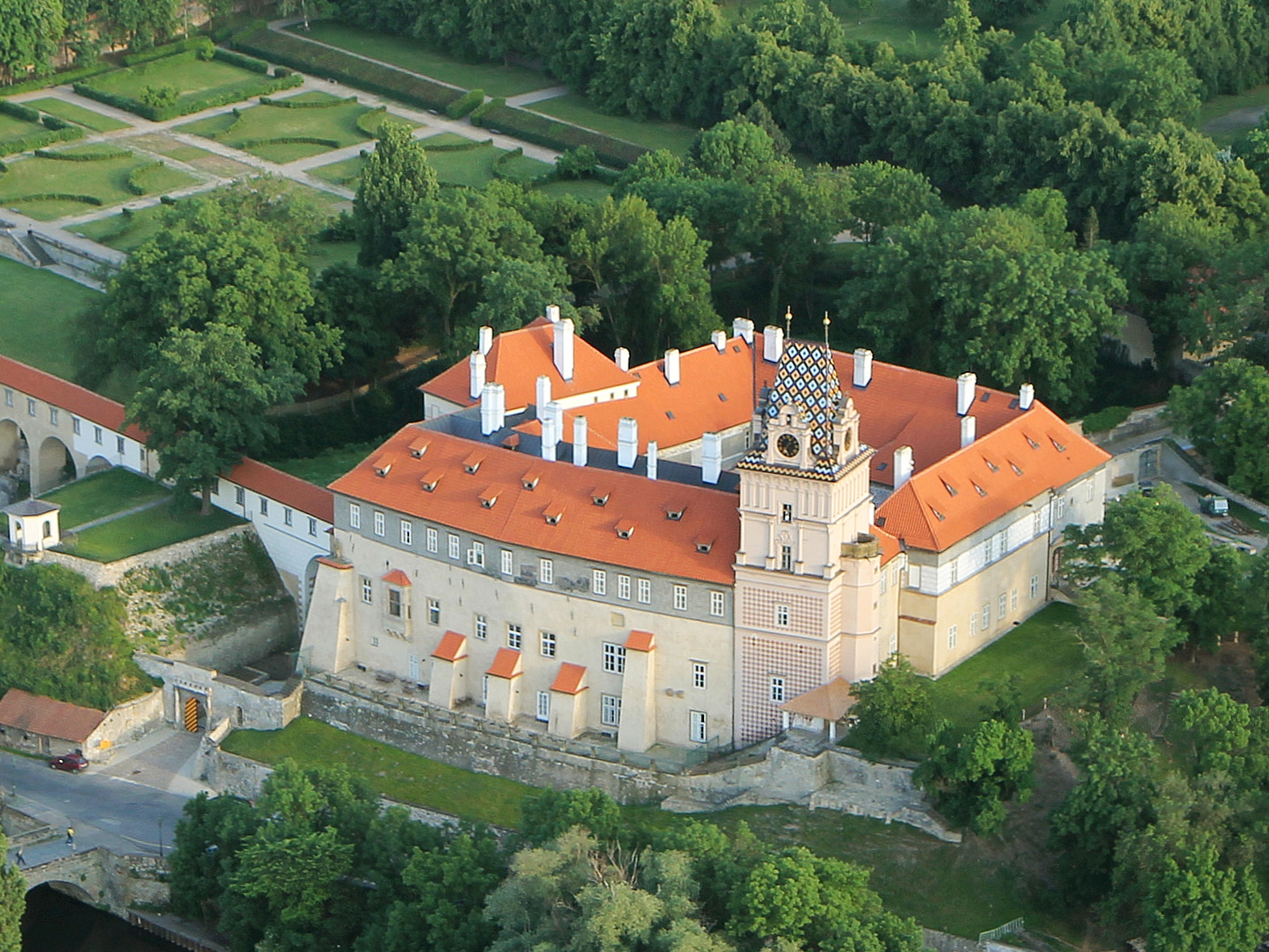
Zámek v Brandýse, kde Ludwig pobýval od opuštění Toskánska až do smrti.

 Alodiální panství kromě Brandýsa nad Labem s pivovarem a palírnou destilátů a Staré Boleslavi zahrnovalo obec s loveckým zámkem a revírem v Přerově nad Labem, ruinu hradu Jenštejn, lesní revíry Hlavenec, Kostelec nad Labem, Sojovice, Kochánek, fary a patronátní právo ke kostelům v obcích Čelákovice, Dřevčice, Chotětov, Kostelní Hlavno, Brandýs nad Labem, Brandýsek, a další.
Po vypuknutí první světové války byl Ludvík Salvátor již těžce nemocen, přesto musel uposlechnout rozkazu císaře Františka Josefa I. a se svou družinou příslušníků různých národů na zámku v Brandýse nad Labem být ve vojenské pohotovosti. S věkem a následky vlhkého počasí se v posledních třech letech zhoršil jeho zdravotní stav (trpěl nemocí elefantiasis, lidově pojmenované sloní noha) a 12. října 1915 zemřel. Po skromném pohřbu na městském hřbitově v Brandýse nad Labem bylo o tři roky později jeho tělo přeneseno do Kapucínské hrobky Habsburků ve Vídni.
Ludvík Salvátor po sobě zanechal pravděpodobně pár nemanželských dětí (které se ale nikdy nepřihlásily o podíl na dědictví), neměl však legitimního dědice. Brandýské panství přešlo automaticky v roce 1915 na posledního rakouského císaře Karla I. Brandýský zámek a veškerý další movitý majetek Ludvík Salvátor odkázal svému v Brandýse žijícímu komorníkovi Antoniu Vivesovi y Comes. Závěť byla uložena na Mallorce, nemohla být v celém rozsahu vykonána, Vives měl její kopii a odnesl si osobně určitou mobilní část pozůstalosti, v plném rozsahu se o svá práva přihlásili po Vivesově smrti († 1918) až jeho dědici, tj. synové. Ti se však již k majetku nedostali, protože po 28. říjnu 1918 přešel majetek habsburského rodu do vlastnictví nově vzniklé Československé republiky.

## Vzdělání a vědecká práce

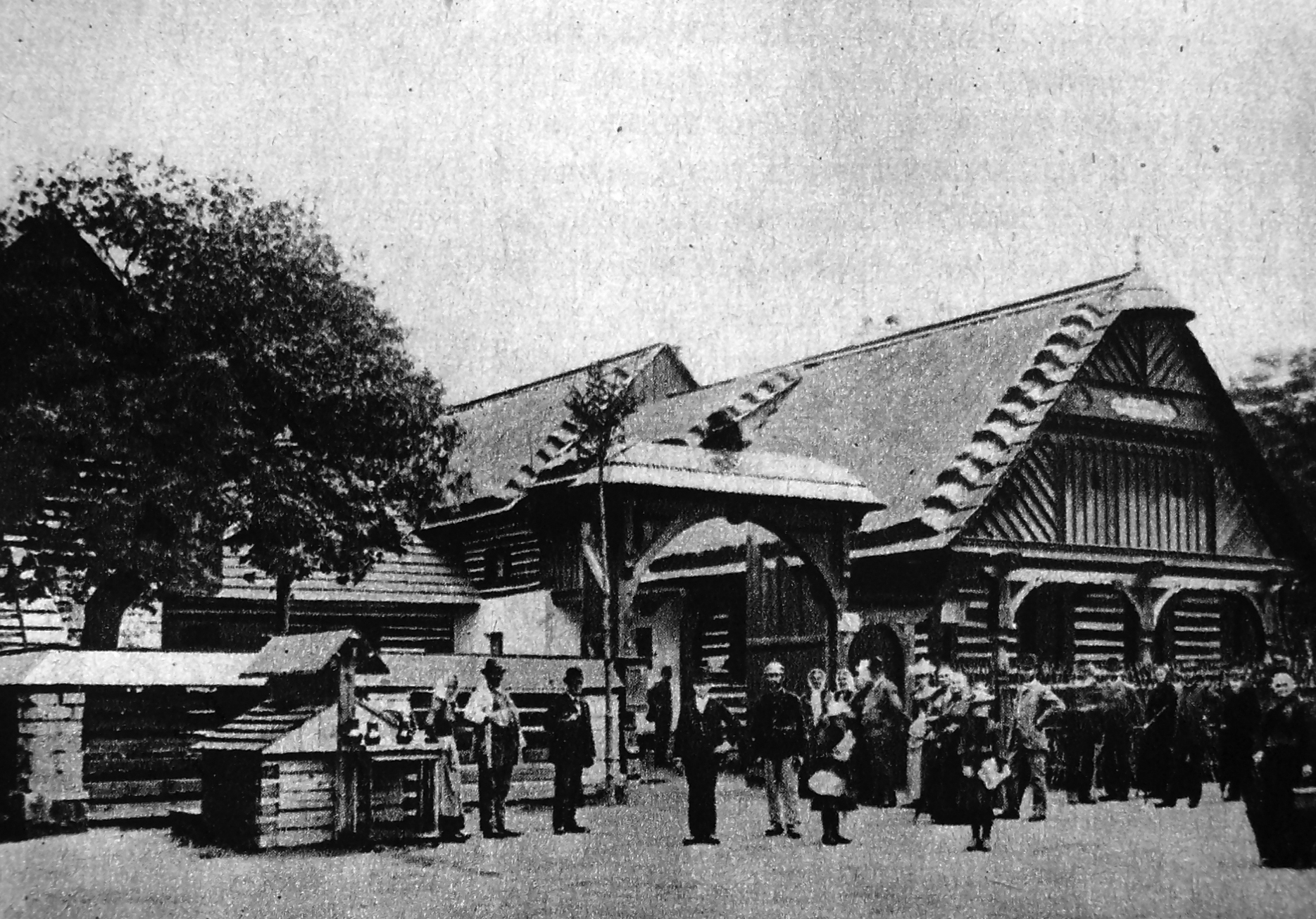
Staročeská chalupa na Jubilejní výstavě v roce 1891...

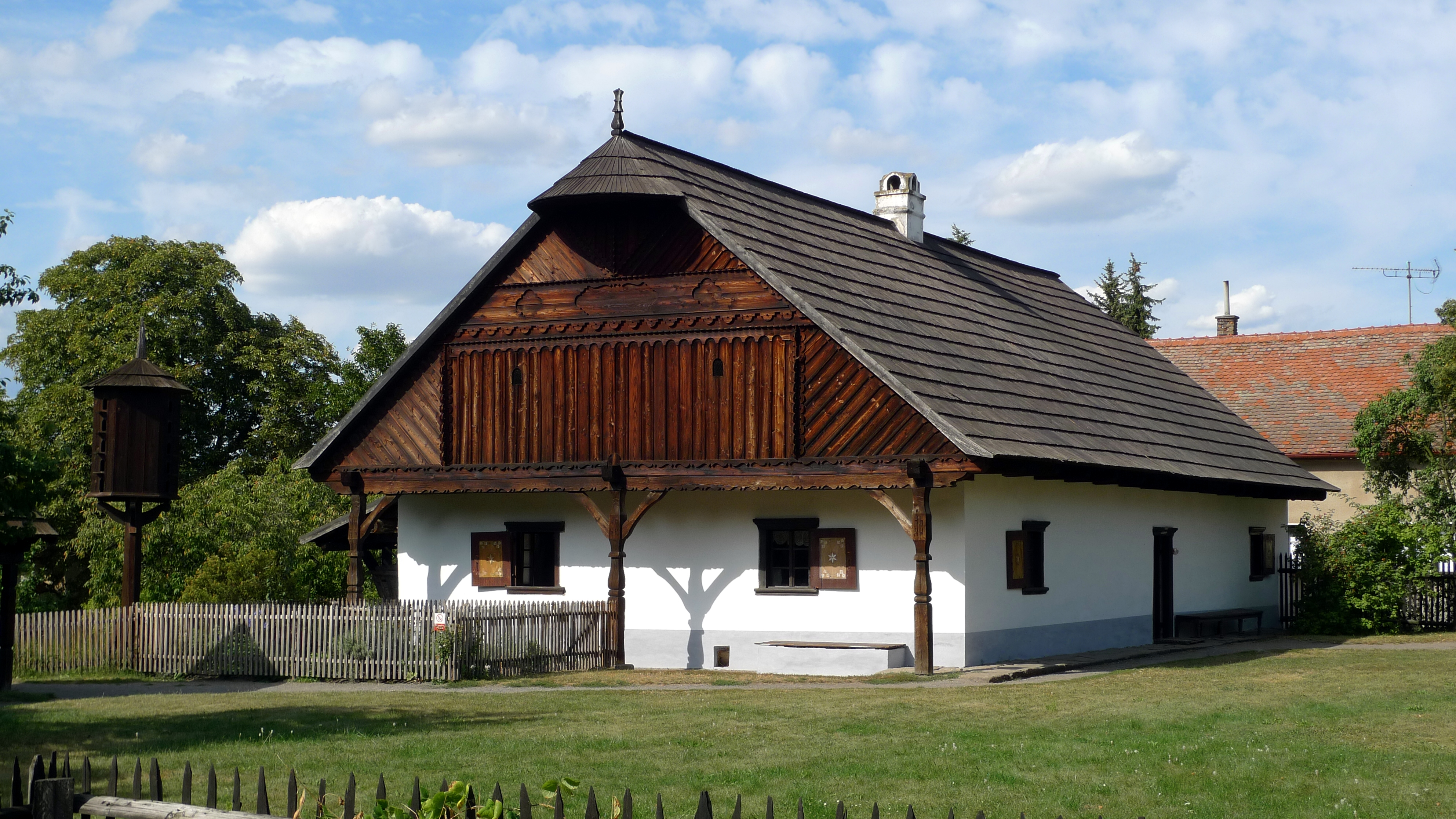
...a Ludvíkem zakoupená Staročeská chalupa v dnešním přerovském skanzenu.

O přírodní vědy se Ludvík Salvátor zajímal od dětství. Se svým rodinným učitelem hrabětem Sforou se zaměřil především na přírodní vědy, a to botaniku a zoologii. Na Karlo-Ferdinandově univerzitě v Praze studoval filozofii, byl mimořádně jazykově nadaný, ke konci života hovořil plynně 14 jazyky včetně latiny, katalánštiny, arabštiny a češtiny. Na vysoké úrovni se zabýval také kreslením a malířstvím. Studoval na vídeňském Theresianu a především na pražské univerzitě zoologii, botaniku a mineralogii.
Ludvík Salvátor napsal přes 50 vědeckých knih, ve kterých publikoval informace o přírodních poměrech, povětrnostních podmínkách, floře, fauně, kultuře a obyvatelích navštívených zemí.
Na svém panství v polabském Přerově nad Labem založil po roce 1895 jedno z prvních etnografických muzeí v Evropě. Při jeho budování se inspiroval Staročeskou chalupou, která byla jednou z hlavních atrakcí pražské Jubilejní zemské výstavy z roku 1891. Na tuto tradici navázal v roce 1967 skanzen Polabského národopisného muzea.
Jeho spisovatelská a odborná činnost byla odměněna čestným členstvím v císařské Rakouské akademii věd ve Vídni, uctíván byl i na půdě české Akademie věd a získal mimo jiná ocenění i čestné medaile australské a španělské geografické společnosti a byl čestným občanem města Palma de Mallorca.

## Cestovatelství

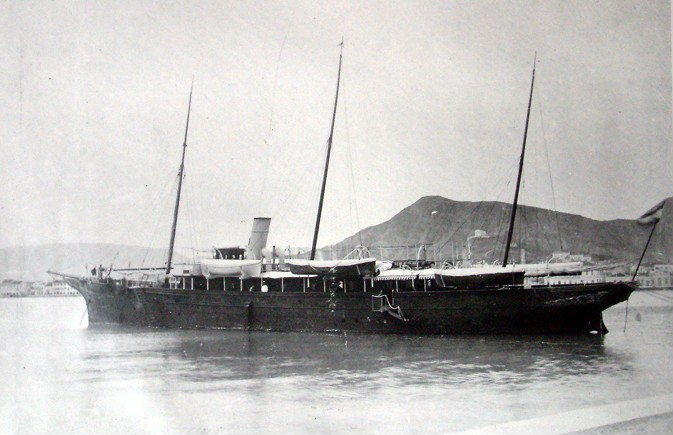
Parní jachta Nixe II

Ludvík Salvátor patřil k nejzcestovalejším lidem své doby. Nejčastějšími cíli jeho cest byly ostrovy ve Středozemním a Jaderském moři, doplul však také mj. do Severního moře, Jižní Ameriky, do Tasmánie, na Nový Zéland a do Austrálie. Většinu svých zámořských výprav uskutečnil na vlastní parní jachtě Nixe I, kterou sám kormidloval. V rámci plavby z výstavy v australském Melbourne v roce 1883 arcivévoda obeplul zeměkouli. Stalo se to tak, že počasí nedovolovalo přímou plavbu do Evropy a proto zvolil východní cestu přes Tichý oceán a Ameriku. O této výpravě pojednává lodní deník Um die Welt, ohne zu wollen.
Během svých plaveb pouze jednou ztroskotal. Stalo se to v roce 1894 u mysu Caxin nedaleko Alžíru. Při této nehodě byla zničena loď Nixe I, další výpravy Ludvík Salvátor podnikal s plavidlem nazvaným Nixe II. O katastrofě lodi Nixe I pojednává kniha Schiffbruch oder Ein Sommernachtstraum.

## Cestopisy
S výpravami souvisí Ludvíkova spisovatelská činnost. Publikoval desítky cestopisů, které popisovaly průběh výprav jeho družiny. Text každé publikace byl doplněn četnými nákresy a mapami. Za autorova života tyto cestopisy vycházely v omezením nákladu, díky čemuž se dnes jedná o sběratelské unikáty. Ludvík Salvátor řadu svých knih publikoval pod pseudonymem Ludwig Neudorf.
Stěžejní dílo:
- Die Serben an der Adria. Ihre Typen und Trachten – vydáno v Lipsku 1870–1878 – autorovy akvarely převedli do rytin čeští umělci Emil Lauffer, Quido Mánes a Petr Maixner.
- Die Balearen in Wort und Bild – vydáno v Lipsku 1869–1891 – sedmisvazkové dílo o Baleárských ostrovech
  - I. Die alten Pityusen (Ibiza, Formentera)
  - II.–VII. Mallorca. Menorca. Die eigentlichen Balearen
- Las Baleares – 1887–1895 – dvojsvazkové španělské vydání
- Las Baleares – 1897 – zestručněné španělské vydání

Další knihy:
- Der Golf von Buccari-Porto Ré – 1871
- Der Djebel Esdnum – 1873
- Levkosia, die Hauptstadt vom Cypern – Praha 1873
- Eine Yachtreise in die Syrten – 1874 (druhé vydání pod názvem Eine Yachtreise na den Küsten von Tripolitainen und Tunesien – 1890)
- Einige Worte über die Kaymenen – 1875
- Eine Spazierfahrt im Golfe von Korinth – Praha 1876
- Los Angeles in Südkalifornien. Eine Blume aus dem Goldenen Lande – 1876, 1885
- Die Karawanenstrasse von Ägypten nach Syrien – Praha 1879 (vyšlo také česky pod názvem Karavanská cesta z Egypta do Syrie v překladu samotného arcivévody – Praha 1885)
- Bizerta und seine Zukunft – 1881
- Hobarttown, die Hauptstadt von Tasmanien, oder eine Sommerfrische in den Antipoden – Praha 1886
- Lose Blätter aus Abbazia – 1886
- Paxos und Antipaxos – 1889
- Helgoland – 1890
- Die Liparischen Inseln – Praha 1893–1896
  - I. Vulcano
  - II. Salina
  - III. Lipari
  - IV. Panaria
  - V. Filicuri
  - VI. Alicuri
  - VII.–VIII. Stromboli
- Schiffbruch oder Ein Sommernachtstraum – 1894
- Die Balearen – 7. část Woerlova díla Spanien in Wort und Bild – Lipsko 1894
- Um die Welt, ohne zu wollen – 1883–1894
- Columbretes – 1895
- Rondayes de Mallorca – 1895 (také německé vydání Märchen aus Mallorca – 1896)
- Cannosa – 1897
- Alboran – 1898
- Ustica – 1898
- Bougie, die Perle Nordafrikas – 1899
- Catalina Homar – Praha, po roce 1899 (obsahuje vyprávění o vztahu s touto mallorskou ženou)

(Zdroj končí bibliografii v roce 1900, díla z pozdějších let chybí)
Ludvík Salvátor kromě už zmíněných českých výtvarníků Emila Lauffera, Quida Mánesa a Petra Maixnera při vydávání knih s oblibou spolupracoval s dalšími českými umělci – mj. krajináři Bedřichem Havránkem a Karlem Liebscherem, rytci J. Hrabětem, J. Jassem, J. Šimáněm, V. Márou a dalšími.

## Život na Mallorce
Nejoblíbenějším místem jeho pobytu se v poslední třetině 19. století stalo město Palma na ostrově Mallorca. Sbíral místní pohádky a pověsti, které vydal knižně v roce 1896. Na Mallorce vlastnil celkem 17 nemovitostí. Arcivévodovo mallorské panství se nazývalo Miramar a rozkládalo se na ploše větší než deset kilometrů čtverečních, ale komplex nemovitostí Miramar byl finančně nesoběstačný a byl dotován z výnosu brandýského a přerovského velkostatku. Ludvík Salvátor si na Mallorce plnil své dětské sny, vydal nařízení, že se na jeho pozemcích nesmí kácet stromy, nařídil obnovit zničené cesty, nechal v kopcích budovat vyhlídky a každé zvíře na jeho pozemcích mělo sejít ze světa jen přirozenou smrtí. Během I. světové války se arcivévodova finanční situace začala horšit, panství v Čechách vynášelo méně a zaměstnancům na Miramaru nebyla vyplácena mzda. Panství na Mallorce se ocitlo v úpadku, ale toho se již arcivévoda Ludvík Salvátor nedožil, jelikož v roce 1915 zemřel.

## Vojenská kariéra
Přestože Ludvík Salvátor nepatřil mezi příznivce války (a obecně všech povinností spojených s faktem, že byl arcivévodou), byl kvůli svému původu plukovníkem rakouské armády. Velel 58. haličskému pěšímu pluku se sídlem ve Stanislavi (dnešní západoukrajinský Ivano-Frankivsk). Štáb pluku byl umístěn v Přemyšlu, dorozumívacím jazykem byla rusínština.

## Osobní život
V roce 1867 ho potkalo neštěstí, když jeho životní láska arcivévodkyně Matylda Marie Rakouská zemřela na následky popálení v 18 letech. Ludvík a Matylda nebyli zasnoubeni, ale i přesto se Ludvík Salvátor už neoženil. Udržoval však postupně kontakty s několika ženami (především původních obyvatelek Mallorky). K dlouhodobým přítelkyním Ludvíka Salvátora patřila třeba Italka Antonie Lancerotto, která vstoupila do arcivévodových služeb jako dvanáctiletá a postupem času se stala jeho důvěrnicí a milenkou, nebo Catalina Homar, kterou Ludvík opustil patrně pro její onemocnění, zemřela v 36 letech na lepru. Současníci arcivévody Ludvíka Salvátora však poukazovali na to, že arcivévoda ctí stejně krásu žen jako mužů . Ludvík Salvátor pravděpodobně byl bisexuál, rád se obklopoval mladými a hezkými muži. Jeho nejbližším přítelem byl např. od roku 1871 osmnáctiletý, inteligentní a „klasicky krásný“ Vladislav Výborný z Kutné Hory . Zvláštní vztah mezi oběma muži trval šest let, až do předčasné smrti Vladislava Výborného, který zemřel v ulicích Palmy na sluneční úpal. Arcivévoda nechal tělo mrtvého přítele nabalzamovat, převézt do Kutné Hory a tam mu dal vybudovat bohatě vybavenou hřbitovní kapli.

## Pozůstalost
Umělecké, archeologické a přírodovědné sbírky zámeckého muzea a osobní předměty Ludvíka Salvátora i jeho rodiny byly zkonfiskovány Československem roku 1918 jako habsburský majetek, a postupně rozděleny mezi Národní muzeum v Praze a Regionální muzeum v Brandýse nad Labem-Staré Boleslavi, část soch a obrazů se dostala do depozitářů NPÚ na zámku Konopiště. V roce 2016 se z výběru uměleckých sbírek uskutečnila výstava Toskánští Habsburkové a Ostrovské panství 1808-1918" na radnici v Ostrově nad Ohří.

## Archiv toskánských Habsburků
Archiv toskánských Habsburků je dnes uložen ve třech fondech:
- Národní archiv, který sídlí v Praze na Chodovci.
- Státní oblastní archiv v Praze, fond Velkostatek Brandýs nad Labem
- Archivio Stato ve Florencii

## Zajímavost
Ludvík Salvátor byl dobrým známým francouzského spisovatele Julese Verna. Ten na základě Ludvíkových životních příběhů zpracoval literární postavu Matyáše Sandorfa – nového hraběte Monte Christa.

## Vývod z předků
|                           |                                              |  |                      |                               |  |  |  |  |  |  |  | František I. Štěpán Lotrinský |
|                           |                                              |  |                      |                               |  |  |  |  |  |  |  |                               |
|                           | Leopold II.                                  |  |                      |                               |  |  |  |  |  |  |  |                               |
|                           |                                              |  |                      |                               |  |  |  |  |  |  |  |                               |
|                           |                                              |  |                      | Marie Terezie                 |  |  |  |  |  |  |  |                               |
|                           |                                              |  |                      |                               |  |  |  |  |  |  |  |                               |
|                           | Ferdinand III. Toskánský                     |  |                      |                               |  |  |  |  |  |  |  |                               |
|                           |                                              |  |                      |                               |  |  |  |  |  |  |  |                               |
|                           |                                              |  |                      | Karel III. Španělský          |  |  |  |  |  |  |  |                               |
|                           |                                              |  |                      |                               |  |  |  |  |  |  |  |                               |
|                           | Marie Ludovika Španělská                     |  |                      |                               |  |  |  |  |  |  |  |                               |
|                           |                                              |  |                      |                               |  |  |  |  |  |  |  |                               |
|                           |                                              |  |                      | Marie Amálie Saská            |  |  |  |  |  |  |  |                               |
|                           |                                              |  |                      |                               |  |  |  |  |  |  |  |                               |
|                           | Leopold II. Toskánský                        |  |                      |                               |  |  |  |  |  |  |  |                               |
|                           |                                              |  |                      |                               |  |  |  |  |  |  |  |                               |
|                           |                                              |  |                      | Karel III. Španělský          |  |  |  |  |  |  |  |                               |
|                           |                                              |  |                      |                               |  |  |  |  |  |  |  |                               |
|                           | Ferdinand I. Neapolsko-Sicilský              |  |                      |                               |  |  |  |  |  |  |  |                               |
|                           |                                              |  |                      |                               |  |  |  |  |  |  |  |                               |
|                           |                                              |  |                      | Marie Amálie Saská            |  |  |  |  |  |  |  |                               |
|                           |                                              |  |                      |                               |  |  |  |  |  |  |  |                               |
|                           | Luisa Marie Amélie Tereza Neapolsko-Sicilská |  |                      |                               |  |  |  |  |  |  |  |                               |
|                           |                                              |  |                      |                               |  |  |  |  |  |  |  |                               |
|                           |                                              |  |                      | František I. Štěpán Lotrinský |  |  |  |  |  |  |  |                               |
|                           |                                              |  |                      |                               |  |  |  |  |  |  |  |                               |
|                           | Marie Karolína Habsbursko-Lotrinská          |  |                      |                               |  |  |  |  |  |  |  |                               |
|                           |                                              |  |                      |                               |  |  |  |  |  |  |  |                               |
|                           |                                              |  |                      | Marie Terezie                 |  |  |  |  |  |  |  |                               |
|                           |                                              |  |                      |                               |  |  |  |  |  |  |  |                               |
| Ludvík Salvátor Toskánský |                                              |  |                      |                               |  |  |  |  |  |  |  |                               |
|                           |                                              |  |                      |                               |  |  |  |  |  |  |  |                               |
|                           |                                              |  | Karel III. Španělský |                               |  |  |  |  |  |  |  |                               |
|                           |                                              |  |                      |                               |  |  |  |  |  |  |  |                               |
|                           | Ferdinand I. Neapolsko-Sicilský              |  |                      |                               |  |  |  |  |  |  |  |                               |
|                           |                                              |  |                      |                               |  |  |  |  |  |  |  |                               |
|                           |                                              |  |                      | Marie Amálie Saská            |  |  |  |  |  |  |  |                               |
|                           |                                              |  |                      |                               |  |  |  |  |  |  |  |                               |
|                           | František I. Neapolsko-Sicilský              |  |                      |                               |  |  |  |  |  |  |  |                               |
|                           |                                              |  |                      |                               |  |  |  |  |  |  |  |                               |
|                           |                                              |  |                      | František I. Štěpán Lotrinský |  |  |  |  |  |  |  |                               |
|                           |                                              |  |                      |                               |  |  |  |  |  |  |  |                               |
|                           | Marie Karolína Habsbursko-Lotrinská          |  |                      |                               |  |  |  |  |  |  |  |                               |
|                           |                                              |  |                      |                               |  |  |  |  |  |  |  |                               |
|                           |                                              |  |                      | Marie Terezie                 |  |  |  |  |  |  |  |                               |
|                           |                                              |  |                      |                               |  |  |  |  |  |  |  |                               |
|                           | Marie Antonie Sicilská                       |  |                      |                               |  |  |  |  |  |  |  |                               |
|                           |                                              |  |                      |                               |  |  |  |  |  |  |  |                               |
|                           |                                              |  |                      | Karel III. Španělský          |  |  |  |  |  |  |  |                               |
|                           |                                              |  |                      |                               |  |  |  |  |  |  |  |                               |
|                           | Karel IV. Španělský                          |  |                      |                               |  |  |  |  |  |  |  |                               |
|                           |                                              |  |                      |                               |  |  |  |  |  |  |  |                               |
|                           |                                              |  |                      | Marie Amálie Saská            |  |  |  |  |  |  |  |                               |
|                           |                                              |  |                      |                               |  |  |  |  |  |  |  |                               |
|                           | Marie Isabela Španělská                      |  |                      |                               |  |  |  |  |  |  |  |                               |
|                           |                                              |  |                      |                               |  |  |  |  |  |  |  |                               |
|                           |                                              |  |                      | Filip Parmský                 |  |  |  |  |  |  |  |                               |
|                           |                                              |  |                      |                               |  |  |  |  |  |  |  |                               |
|                           | Marie Luisa Parmská                          |  |                      |                               |  |  |  |  |  |  |  |                               |
|                           |                                              |  |                      |                               |  |  |  |  |  |  |  |                               |
|                           |                                              |  |                      | Luisa Alžběta Francouzská     |  |  |  |  |  |  |  |                               |
|                           |                                              |  |                      |                               |  |  |  |  |  |  |  |                               |